# Rakvere vald
Rakvere vald is een gemeente in de Estlandse provincie Lääne-Virumaa. De gemeente telde 5.859 inwoners op 1 januari 2023 en heeft een oppervlakte van 294,66 vierkante kilometer.
Tot de landgemeente behoren 51 dorpen, waarvan Sõmeru met ca. 1150 inwoners de grootste is. Rakvere vald was een zogenaamde ‘ringgemeente’ (rõngasvald), een gemeente rondom een plaats die als bestuurscentrum fungeert, maar er zelf niet bijhoort, in dit geval de stad Rakvere.
In 2017 werd de gemeente Sõmeru bij Rakvere vald gevoegd. Sindsdien fungeert de plaats Sõmeru als bestuurscentrum.

## Indeling
De gemeente omvat vier grotere plaatsen (vlekken, Estisch: alevik) en 47 dorpen (Estisch: küla):
- Vlekken: Lepna, Näpi, Sõmeru en Uhtna
- Dorpen: Aluvere, Andja, Aresi, Arkna, Eesküla, Jäätma, Järni, Kaarli, Karitsa, Karivärava, Karunga, Katela, Katku, Kohala, Kohala-Eesküla, Kloodi, Koovälja, Kõrgemäe, Kullaaru, Lasila, Levala, Mädapea, Muru, Nurme, Papiaru, Paatna, Päide, Rägavere, Rahkla, Raudlepa, Raudvere, Roodevälja, Sämi, Sämi-Tagaküla, Sooaluse, Taaravainu, Tobia, Toomla, Tõrma, Tõrremäe, Ubja, Ussimäe, Vaeküla, Varudi-Altküla, Varudi-Vanaküla, Veltsi en Võhma.

Stadsgemeente: Rakvere

Landgemeenten: Haljala · Kadrina · Rakvere vald · Tapa · Väike-Maarja · Vinni · Viru-Nigula